# Kom ut som en stjärna
Kom ut som en stjärna är en låt av den svenska dragshowgruppen After Dark. Låten skrevs av Sven-Inge Sjöberg, Lennart Wastesson, Larry Forsberg, Lina Eriksson, Kent Olsson, och Calle Kindbom. Den deltog i Melodifestivalen 2016 och placerade sig sist i den tredje semifinalen.